# Festiwal im. Adama Didura w Sanoku
Festiwal im. Adama Didura – festiwal wykonawców muzyki poważnej i operowej, odbywający się corocznie od grudnia 1989 w Sanoku, zwyczajowo w trzecim tygodniu września. 
Festiwal odbywa się na scenie Sanockiego Domu Kultury oraz w kościele Przemienienia Pańskiego, kościele franciszkanów i Chrystusa Króla w Sanoku. Jest to impreza doroczna, organizowana przez Sanocki Dom Kultury. Dyrektorem festiwalu od roku 1992 jest Waldemar Szybiak. Do roku 1997 impreza miała charakter didurowskich Dni Muzyki, a od 1997 do chwili obecnej ma formę festiwalu. Patronem i donatorem festiwalu są Starostwo i Rada Powiatu sanockiego. Nazwa festiwalu pochodzi i związana jest z nazwiskiem światowej sławy solisty Adama Didura, uznawanego za jednego z najznakomitszych basów przełomu XIX i XX wieku. W ramach festiwalu odbywa się Konkurs Kompozytorski im. Adama Didura oraz liczne warsztaty: literackie, fotograficzne, tańców, śpiewu oraz spotkania autorskie i kino artystyczne.

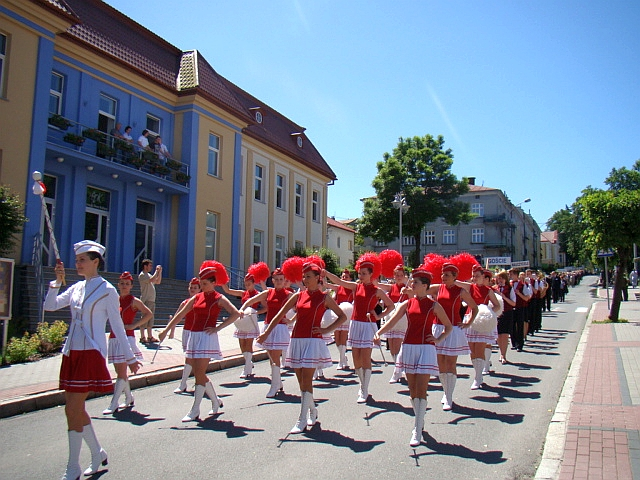
Sanocki Dom Kultury przy ul. Mickiewicza

## Goście festiwalu
Do roku 2010 pokazano w ramach Festiwalu 37 oper, 20 musicali i operetek oraz 15 spektakli baletowych, w sumie 200 koncertów w których uczestniczyło ponad 100 tys. widzów. Gośćmi festiwalu byli m.in. soliści, balet, chór i orkiestra Opery Śląskiej, Opery Krakowskiej, Warszawskiej Opery Kameralnej, Orkiestra Kameralna Polskiego Radia pod dyrekcją Agnieszki Duczmal, wystąpili m.in. Grażyna Brodzińska, Andrzej Hiolski, Wiesław Ochman, Bernard Ładysz, Bogdan Paprocki, Mariusz Treliński, Włodzimierz Nahorny, Waldemar Malicki, Konstanty Andrzej Kulka, Adam Makowicz, Ewa Podleś, Ewa Uryga oraz Bogusław Kaczyński.

Niezwykle wysoko cenię imprezy, które odbywają się w miejscach, związanych z jakąś postacią, a cóż dopiero, jeśli jest to wielki, światowej sławy, artysta polski

## Historia festiwalu
Pomysłodawcą spotkań muzycznych w Sanoku, które miałaby za patrona Adama Didura, artysty związanego rodzinnie z położoną w pobliżu Sanoka wsią Wolą Sękową, był Mieczysław Kozimor, sanoczanin, pochodzący z pobliskiego Nowotańca. Pierwszą imprezę z tego cyklu przygotował i przeprowadził Zespół Organizacyjny w składzie: Mieczysław Kozimor - przewodniczący, Leszek Kawczyński, Grażyna Bańkowska, Jerzy Moryl, Janusz Tworzydlak. Kierownikiem artystycznym oraz Promocji Dni Muzyki została Maria Fołtyn. 

### Promocja Dni Muzyki Wokalnej im. Adama Didura (15–17 grudnia 1989)
W dniach 15-17 grudnia 1989 w sali widowiskowej Sanockiego Domu Kultury odbyły się „Promocje im. A. Didura”, w których uczestniczył ostatni wnuk artysty, Adam Wiktor Didur. W pierwszym promocyjnym wydaniu festiwalu odbył się koncert galowy Orkiestry Filharmanii Rzeszowskiej dyrygował Igor Lacanycz, jako wokaliści wystąpili: Bogna Sokorska, Hanna Rumowska, Pola Lipińska oraz goście ze Lwowa: Ludmiła Bożko i Aleksander Telylu. Wystąpili również  Jeremi Gieysztor, dyrygent z Jasielskiej Anutorskiej Orkiestry Symfonicznej. Wśród wykonawców wystąpili m.in. młodzi wokaliści, głównie studenci akademii muzycznych: Małgorzata Walewska, Przemysław Firek, Dorota Radomska oraz Eugeniusz Resler.

### II  Dni Muzyki Wokalnej im. Adama Didura (6–7 grudnia 1991)
Organizację muzycznej imprezy didurowskiej w Sanoku reaktywowano po dwuletniej przerwie. Dni Muzyki Wokalnej nie były kontynuacją Promocji z roku 1989, zostały przygotowane od nowa przez dyr. Waldemara Szybiaka  i szefa ds. artystycznych mgr Stefan Olberta. pozostawiono tylko patrona imprezy Adama Didura. Wielowarstwowy układ obejmował koncerty, promocje, II Obóz Humanistyczno- Artystyczny zorganizowany dla uczniów Szkół Twórczych z całej polski, koncerty w Woli Sękowej liryki wokalnej i muzyki ludowej oraz sesję naukową poświęconą patronowi imprezy i muzyce jego epoki. W sanockim Domu Kultury odbyły się następujące koncerty: 1 grudnia 1991 roku w sali SDK – „Najsłynniejsze arie i fragmenty chóralne z oper” w wykonaniu solistów, Chóru Koncertującego Filharmonii Krakowskiej i Orkiestry Filharmonii Rzeszowskiej pod dyrekcją Józefa Radwana. W następnym dniu odbył się recital barytona Pawła Kajezderskiego, solisty Opery Śląskiej. 7 grudnia w kościele 00. franciszkanów w Sanoku wystąpiła Capella Cracoviensis z oratorium „Mesjasz” G.F. Händla.

### III Dni Muzyki Wokalnej im. Adama Didura (4–10 października 1992)
Kolejna impreza poświęcona była europejskiej operze narodowej w XIX wieku. Została ona przygotowana i przeprowadzona przez Biuro Organizacyjne kierowane przez: Waldemara Szybiaka i Stefana Olberta – szefa  ds. artystycznych. Odbyły się m.in. koncerty: w kościele 00. franciszkanów, muzyki Mozarta w wykonaniu Capelli Cracoviensis, koncert muzyki negro spirituals i gospels w wykonaniu Spiritualls Singers Band, „Pieśni i arie z repertuaru Adama Didura” wykonał Bernard Ładysz, „Najpiękniejsze arie i fragmenty instrumentalne oper z XIX w.” wykonali soliści Teatru Wielkiego z Warszawy z Orkiestrą Opery Śląskiej prowadził Sławomir Pietras, wystawiono również „Halkę” Stanisława Moniuszki w wykonaniu solistów i chóru Opery Śląskiej w Bytomiu.
I Konkurs Kompozytorski im. Adama Didura odbył się 15 sierpnia 1992 roku. I i II nagrody nie przyznano, III nagrodę zdobył Wojciech Widłak za utwór „Kamienie ciszy”.

### IV Dni Muzyki Wokalnej im. Adama Didura, festiwal muzyki operowej (18-24 października 1993)
Kolejne dni przygotowane zostały przez Biuro Organizacyjne: Waldemar Szybiak dyrektor SDK, Stefan Olbert - szef  ds. artystycznych. Pokazano m.in. monodram Bogusława Kaczyńskiego ,,0 Janie Kiepurze i Marcie Eggerth – barwna opowieść o życiu gwiazdora sceny operowej i filmu”, utwory muzyki cerkiewnej, w wykonaniu Zespołu Kameralnego Cerkwi Prawosławnej św. św. Cyryla i Metodego we Wrocławiu, pod dyrekcją ks. Grzegorza Cebulskiego. 
II Konkurs Kompozytorski im. Adama Didura odbył się 22 października 1993 pod przewodnictwem Witolda Rudzińskiego. I nagrodę otrzymał Piotr Pawlik za kompozycję „In einer Nacht”, II nagrodę otrzymał Wiesław Pluskota za kompozycję „Oczekiwanie"

### V Dni Muzyki Wokalnej im. Adama Didura (9–16 października 1994)
W kolejnej odsłonie wystąpili: Chór Chłopięcy i Męski Filharmonii Poznańskiej „Poznańskie Słowiki” Stefana Stuligrosza (kościół 00. franciszkanów), „Wielkie talenty sceny operowej – śpiewali studenci prof. Antoniny Kaweckiej”: Agnieszka Mikołajczyk, Przemysław Czekała, komediowe zabawy muzyczne w wykonaniu „Ahabre Concinui, „Słynne arie i wielcy śpiewacy” – śpiewali soliści Opery Lwowskiej: Ludmiła Bożko, Natalia Romaniuk, Maria Przenyczka, Włodimir Ignatenko, Igor Kuszpler, Igor Lacanycz, Jurij Tritsenskij, „Fascynujący świat nieznanej muzyki” w wykonaniu zespołu Muzyka Centrum Ememble, „Wieczorne medytacje z muzyką” w wykonaniu Młodzieżowego Chóru Prawosławnej Diecezji Przemysko-Nowosądeckiej pod dyrekcją Marianny Jary, Najpiękniejsze arie opero-we w wykonaniu Opery Śląskiej w Bytomiu, Stanisław Moniuszko „Straszny dwór” w wykonaniu Orkiestry, Chóru i Baletu Opery Śląskiej, „Koncert PieŚni Chóralnej” w wykonaniu Chóru  „Lira” z Karwiny-Darkowa; „Mistrzowie wokalistyki” wystąpił bas Romuald Tesarowicz.
III Konkurs Kompozytorski im. Adama Didura; I nagrodę przyznano Marcelemu Chyrzyńskiemu za kompozycję „Cztery liryki miłosne na baryton i fortepian”; II nagrodę Marcinowi Beli za pieśń „Matka”. 

### VI Dni Muzyki Wokalnej im. Adama Didura (8–14 października 1995)
W 1995 roku wystąpili m.in. Iwona Saulska, Andrzej Hiolski, Chór WSP w Rzeszowie i Orkiestra Filharmonii Rzeszowskiej pod dyrekcją Adama Natanka, „Carmina Burana” w wykonaniu Elżbiety Towarnickiej, Piotra Kusiewicza, Leszka Skrły oraz Chóru WSP w Rzeszowie i Chóru Kameralnego SDK w Sanoku, Medytacje z muzyką chorału gregoriańskiego w wykonaniu Chóru Wyższego Seminarium Duchownego Braci Mniejszych Kapucynów w Krakowie, muzyka W.A. Mozarta, w wykonaniu solistów i Orkiestry Studium Operowego Konserwatorium Muzycznego we Lwowie pod dyrekcją Aleksandra Grycaka, Najsłynniejsze arie i duety operetkowe w wykonaniu Orkiestry i Baletu Opery Śląskiej w Bytomiu, Giuseppe Verdi „Traviata”, Chór, Balet i Orkiestra Opery Śląskiej w Bytomiu pod dyrekcją Tadeusza Serafina.
IV Konkurs Kompozytorski im. Adama Didura; przyznano II nagrodę Maciejowi Jabłońskiemu za kompozycję „Psalm XXIII Domina regit me”, I i III nagrody nie przyznano.

### VII Dni Muzyki Wokalnej im. Adama Didura (13–19 października 1996)
Podczas kolejnych dni zaprezentowano IX Symfonię d-moll Ludwiga van Beethovena w wykonaniu Chóru Polskiego Radia w Krakowie i Capelli Cracoviensis pod dyrekcją Józefa Radwana, G. Bizet, H. Villa-Lobos, R. Szczedrin, „Carmen” w wykonaniu Polskiego Teatru Tańca, Koncert Muzyki Cerkiewnej w wykonaniu Chóru Woskriesinia z Równego, Ukraina pod dyrekcją Aleksandra Tarasenki, wieczór operowy w wykonaniu zespołu Akademii Muzycznej w Katowicach, arie i pieśni polskie w wykonaniu Teatru Wielkiego w Poznaniu, songi Kurta Weila według scenariusza i w reżyserii Józefa Opalskiego, w wykonaniu Bożeny Zawiślak-Dolny i Chóru Męskiego i Orkiestry Opery Śląskiej.
V Ogólnopolski Konkurs Kompozytorski im. Adama Didura – jury w składzie: Witold Rudziński, Zbigniew Bujarski i Marek Stachowski: I nagrodę za utwór „Salve Regina” otrzymał Adam Falkiewicz; II nagrodę Paweł  Łukaszewski za utwór „Recodationes de Christo Moriendo”; dwie III nagrody przyznano Miłoszowi Bembinowowi i Wiesławowi Pluskocie. 

### VIII Festiwal im. Adama Didura (12–19 października 1997)
W 1997 zmianie uległa nazwa imprezy, formułę „Dni Muzyki” zastąpiono „Festiwalem”, na którym wystąpili m.in. chór i orkiestra Akademii Muzycznej w Krakowie pod dyrekcją Wojciecha Czepicla, oraz wystawiono „Niebezpieczne związki” – widowisko Ewy Wycichowskiej na podstawie powieści Ch. de Laclos z muzyką J.S. Bacha i E. Satie. 
VI Ogólnopolski Otwarty Konkurs Kompozytorski im. Adama Didura – jury w składzie: Zbigniew Bujarski, Witold Rudziński, Marek Stachowski: I nagrodę przyznano Zayedowi Jabri (studentowi Akademii Muzycznej w Krakowie, pochodzącemu z Syrii) za utwór „W tym samym miejscu”, dwie III nagrody otrzymały: Monika Kędzior za utwór „Ulica szarłatanów” i Wojciechowi Zychowi za utwór „Pieśń w barwach połonin”.

### IX Festiwal im. Adama Didura  (8–15 października 1999)
VII Ogólnopolski Konkurs Kompozytorski im. Adama Didura; I nagroda dla Katarzyny Głowickiej „Gindry”, III nagroda dla Anny Marii Jędrzejewskiej „A song for a Bird” oraz Marcina Puto za „A czemuż wy, chłodne rosy...”, Michał Moc „Król w Thule” – wyróżnienie.

### X Festiwal im. Adama Didura (30 września – 8 października 2000)
W festiwalu wzięło udział ponad 700 wykonawców, wśród nich: Wiesław Ochman, Bogdan Paprocki, Bożena Zawiślak-Dolny, Urszula Kryger, oraz Sinfonia Varsovia. 
VIII Ogólnopolski Konkurs Kompozytorski im. Adama Didura; I nagroda Agata Zubel – „Piosenka o końcu świata”, III nagroda dla Katarzyny Głowickiej „Summer‘s Day”, Artur Kroschel „Rodzina” wyróżnienie, Adam Wesołowski „Strąceni z nieba” – wyróżnienie

### XI Festiwal im. Adama Didura (7–14 października 2001)
IX Ogólnopolski Konkurs Kompozytorski im. Adama Didura; I nagroda Wojciech Kałamarz – Stabat Mater, III nagroda Klaudia Pasternak – Kayo, Radosław Łuczkowski – Człowiek do słów K. K. Baczyńskiego – III nagroda oraz  Miłosz Bembinow - Prochem i cieniem jesteśmy... – wyróżnienie.

### XII Festiwal im. Adama Didura (6–13 października 2002)
X Ogólnopolski Konkurs Kompozytorski im. Adama Didura; I nagroda Przemysław Zych – Rocky Acres, II nagroda Jan Duszyński – Odległe Miejsce.

### XIII Festiwal im. Adama Didura 2003
XI Ogólnopolski Konkurs Kompozytorski im. Adama Didura; I nagroda Wojciech Kałamarz za motet pasyjny na baryton, skrzypce i fortepian (jury: Eugeniusz Knapik, Marek Stachowski, Zbigniew Bujarski)

### XIV Festiwal im. Adama Didura (3–10 października 2004)
W kolejnym festiwalu wystąpili m.in. Opera Śląska, Teatr Muzyczny w Łodzi, Akademia Muzyczna we Lwowie, Teatr Wielki im. Stanisława Moniuszki w Poznaniu, Mariusz Treliński, i Massimiliano Gagliardo. 
XII Ogólnopolski Konkurs Kompozytorski im. Adama Didura; I nagroda dla Adama Wesołowskiego, autora utworu „Zmierzch”.

Festiwal ma już 14-letnią tradycję. W tym roku oprócz najsłynniejszych oper i baletów klasycznych, przedstawieni będą tancerze i muzycy czerpiący z tradycji ludowych różnych narodów: hiszpańskiego flamenco, brzmień celtyckich, muzyki kresów, a nawet tańca break-dance i rocka

### XV Festiwal im. Adama Didura (9–16 października 2005)
Wystąpili Iwona Hossa – sopran, Orkiestra Kameralna Polskiego Radia Amadeus pod dyr. Agnieszki Duczmal, soliści, chór, orkiestra Konserwatorium Lwowskiego we Lwowie, Artur Dutkiewicz – fortepian, Affabre Concinui, soliści, chór, balet, orkiestra Opery Śląskiej, Natalia Pasiecznik - fortepian, soliści, chór, orkiestra Teatru Wielkiego w Poznaniu, Sławomir Pietras.
XIII Ogólnopolski Otwarty Konkurs Kompozytorski im. Adama Didura – I nagroda – Dariusz Przybylski z Warszawy, II nagroda – nie przyznano, III nagroda – Radosław Łuczkowski z Gdańska oraz Wojciech Blecharz z Gdyni

### XVI Festiwal im. Adama Didura (8–15 października 2006)
Wystąpili soliści i orkiestra Warszawskiej Opery Kameralnej, Konstanty Andrzej Kulka, soliści i orkiestra Opery Koszyckiej, soliści i balet Opery Śląskiej, Zespół jazzowy Kuby Stankiewicza, soliści, Orkiestra Kameralna Polskiego Radia Amadeus, Waldemar Malicki – fortepian, soliści, orkiestra, soliści i balet Teatru Wielkiego w Poznaniu. 
XIV Ogólnopolski Konkurs Kompozytorski im. Adama Didura: II nagroda – Zofia Dowgiałło z Warszawy, II nagroda – Jakub Polaczyk z Krakowa 

### XVII Festiwal im. Adama Didura (5–14 października 2007)
Festiwal poświęcony był Karolowi Szymanowskiemu, wystąpili St. Petersburski Balet Borysa Ejfmana, Royal String Quartet, Włodzimierz Nahorny ze swoim zespołem i Lorą Szafran, polski Chór Kameralny Schola Cantorium Gedenensis oraz  Joanna Kozłowska, Barbara Kubiak i Krzysztof Bednarek.
XV Ogólnopolski Konkurs Kompozytorski im. Adama Didura; II nagroda Łukasz Urbaniak - „Trzy  pieśni na sopran i fortepian, III nagroda dla Piotra Tabakiernika - „Cantata Enochiana” i   Macieja Zimka - „Szeherezada”.

### XVIII Festiwal im. Adama Didura w Sanoku (21 września 2008 – 28 września 2008)
Wystąpił m.in. Gliwicki Teatr Muzyczny z udziałem Grażyny Brodzińskiej
XVI Ogólnopolski Konkurs Kompozytorski im. Adama Didura; I nagroda Kamil Kosecki – „Pieśń o muzyce”, Rafał Kłoczko – „Pieśń fantazja” - wyróżnienie

### XIX Festiwal im. Adama Didura (20–27 września 2009)
Na festiwalu wystąpili m.in. Warszawska Opera Kameralna, Piotr Pławner – skrzypce, Maria Szwajger-Kułakowska – fortepian, Ewa Uryga – vocal, Opole Gospel Choir, Lilianna Zalesińska – mezzosopran, Piotr Szymanowicz – fortepian, SanktPetersburski Teatr Baletu Borisa Ejfmana, Bogusław Kaczyński, Sławomir Pietras; soliści, chór, balet i orkiestra Opery Śląskiej, Karina Skrzeszewska, Siergiej Dobryszewski, Stanislav Kuflyuk, Juliusz Ursyn-Niemcewicz, chór i orkiestra Opery Śląskiej
XVII Ogólnopolski Konkurs Kompozytorski im. Adama Didura; I Nagroda Rafał Kłoczko - „4 wizje śmierci”, Jerzy Fryderyk Wojciechowski - „La Conte du Jambon de la Mandarine” - II nagroda.

### XX Festiwal im. Adama Didura (26 września – 3 października 2010)
Na jubileuszowym festiwalu wystąpili soliści, chór i orkiestra: Opery Krakowskiej pod dyrekcją Warcisława Kunca, Warszawskiej Opery Kameralnej i Zespół Instrumentów Dawnych WOK  Musicae Antiquae Collegium Varsoviense pod dyrekcją Władysława Kłosiewicza, Opery Śląskiej pod dyrekcją Krzysztofa Dziewięckiego,  oraz St. Petersburski Teatr Baletu Borisa Ejfmana, Orkiestra Kameralna Polskiego Radia Amadeus pod dyrekcją Agnieszki Duczmal, Ewa Podleś i Kwartet Wilanów.

## Publikacje
- Dni Muzyki Wokalnej im. Adama Didura: [oprac.] Stefan Olbert [i in.] – Sanok : Sanocki Dom Kultury.